# Centre d'Influència Catòlica
El Centre d'Influència Catòlica o CIC és una associació religiosa fundada a Barcelona el 1950 per Maria Rosa Farré i Escofet. Inicialment i fins al 1970, el nom va ser Centre d'Influència Catòlica Femenina o CICF. Ha organitzat conferències amb el propòsit de divulgar els corrents doctrinals del catolicisme de caràcter avançat i d'arrelament a Catalunya. El 1952 el CIC va crear la Institució Cultural del Centre d'Influència Catòlica dedicada a l'ensenyament. S'hi van organitzar el desembre de 1961 els primers concerts del que esdevindria la Nova Cançó amb el grup Els Setze Jutges i Josep Maria Espinàs.